# Schreckhorn
El Schreckhorn  és una muntanya de 4.078 metres que es troba al cantó de Berna a Suïssa.
És el pic més alt ubicat íntegrament dins el cantó de Berna.